# کوماراجیوا
کوماراجیوا (سانسکریت: कुमारजीव، آوانگاری: Kumārajīva، ت. «موجودات جوان»؛ چینی سنتی: 鳩摩羅什، چینی ساده‌شده: 鸠摩罗什، پین‌یین: Jiūmóluóshí، وید جایلز: Chiu1 mo2 lo2 shih2؛ ۳۴۴ – ۴۱۳ میلادی (سن ۶۸–۶۹)) مترجم، مبلغ و نویسنده اهل دودمان جین شرقی بود. کوماراجیوا به عنوان یکی از بزرگ‌ترین مترجمان بودیسم چینی شناخته می‌شود. به گفته لو چنگ، رجمه‌های کمارجیو از نظر تکنیک ترجمه یا درجه وفاداری بی‌نظیر هستند.